# 223 pr. n. št.

## Dogodki
- Atal I. Pergamski zavzame skoraj celotno Malo Azijo.

## Smrti
- Selevk III. Keraun, vladar Selevkidskega cesarstva  (* okoli 243 pr. n. št.)